# Democracia Sí
El Movimiento Democracia Sí (DSÍ) es un movimiento político ecuatoriano fundado en el 2015 por Gustavo Larrea, como plataforma política personal. Se define como de centroizquierda pero se caracteriza por participar con candidatos de diversas ideologías políticas, mediante múltiples alianzas electorales locales.

## Historia
El movimiento fue fundado el año 2015 por Gustavo Larrea, autodefiniéndose como humanista y ecologista. Fue aprobado el 31 de mayo de 2018 por el Consejo Nacional Electoral, siéndole otorgado el casillero 20.
Su primera participación se dio en las elecciones seccionales de 2019, en las que, mediante alianzas electorales en casi todas las provincias y cantones, el movimiento consiguió 30 alcaldías y cinco prefecturas. Posteriormente, en las elecciones presidenciales de 2021, Larrea lanzó su candidatura por Democracia Sí, obteniendo apenas el 0,40% lo que lo ubicó en el decimotercer lugar de entre los 16 candidatos. En las elecciones legislativas que se realizaron simultáneamente, el movimiento logró solamente una curul, en la Provincia de Cañar. Para el balotaje de aquella elección presidencial, Larrea y su movimiento apoyaron a Guillermo Lasso, quien finalmente resultó electo. Es así que para las elecciones del Consejo de Administración Legislativa del nuevo período legislativo, se ratificó el apoyo a Lasso, mediante un acuerdo en el que Virgilio Saquicela, asambleísta electo por Democracia Sí, fue nombrado como Primer Vicepresidente de la Asamblea Nacional, adhiriéndose a la bancada de gobierno.
En el 2023, Democracia Sí acogió al Movimiento Somos Agua de Yaku Pérez, el cual no tiene existencia legal, en una unión para proponer un programa político a través de una Asamblea Constituyente.Pérez participó en las elecciones presidenciales de 2023 auspiciado por Democracia Sí, Unidad Popular y el Partido Socialista Ecuatoriano en una alianza llamada Claro Que Se Puede obteniendo el 3.97 % lo que lo ubicó en el sexto lugar de entre 8 candidatos. En las simultáneas elecciones legislativas la alianza obtuvo tres curules.
Al inicio del gobierno de Daniel Noboa, la alianza se disuelve. De esta manera el asambleísta electo por Claro Que Se Puede, Eduardo Mendoza Palma se une a la bancada de gobierno.
Para las elecciones presidenciales de 2025, Democracia Sí auspicio la candidatura de Iván Saquicela, exPresidente de la Corte Nacional de Justicia obteniendo el  0,12 % lo que lo ubicó en el último lugar de entre 16 candidatos. En las simultáneas elecciones legislativas no obtuvo ninguna curul siendo el peor resultado de su historia. Para el balotaje, Larrea y su movimiento apoyaron la reelección presidencial de Daniel Noboa, quien finalmente resultó electo.

## Resultados Electorales

### Elecciones presidenciales
|  | 0,40 % |

|  | 3,97 % |

|  | 0,12 % |

### Elecciones Legislativas
|  | 1,05 % |

|  | 2,87 % |

### Elecciones seccionales
|  | 17,39 % |

|  | 13,57 % |

|  | 4,35 % |

|  | 3,17 % |